# 周如斗
周如斗（1512年—1566年），字允文，號觀所，浙江紹興府餘姚縣人，民籍，明朝政治人物。

## 生平
嘉靖十九年（1540年）庚子科順天鄉試第十四名舉人，二十六年（1547年）中式丁未科會試第十七名，三甲第七十名進士。初授貴溪縣知縣，二十九年十二月擢授江西道試監察御史，三十二年巡按湖廣，三十三年巡按蘇松四郡，抵禦倭寇進犯，并上疏請求設置海防并減免賦稅。之後與督撫合策，在沈莊合兵獲勝。三十五年改督學南畿，三十八年九月升大理寺右寺丞，丁忧。服阕，四十一年二月起补原职，五月升都察院右佥都御史、总理粮储提督军务兼巡抚应天，四十四年六月升右副都御史、巡抚江西，四十五年九月卒于官。

## 家族
曾祖周庭蘭；祖父周澐；父周璟，母陳氏。兄周如底，太仆寺少卿；周如山，县丞；弟周如登，生员；周如纶，监生序班；周如江（生员）；周如漢（生员两淮运判）。子周思充（壬戌進士湖广参政）。孫周昌宪（乙酉舉人）；周昌祚、周昌弼，俱监生。